# Macromonas mobilis
Macromonas mobilis es una especie de  bacteria gramnegativa del género Macromonas. Fue descrita en el año 1924, es la especie tipo. Su etimología hace referencia a móvil. Anteriormente conocida como Achromatium mobile. Es aerobia y móvil por flagelos polares. Tiene un tamaño de 6-14 μm de ancho por 10-30 μm de largo. Se encuentra en ambientes de agua dulce. Es una especie que no se ha podido aislar en cultivo puro. 